# مالونیک اسید
مالونیک اسید (به انگلیسی: Malonic acid) یک دی کربوکسیلیک اسید با شناسه پاب‌کم ۸۶۷ است. دی‌اتیل مالونات در واقع دی اتیل استر مالونیک اسید است.

## آسيب شناسي
هنگامی که افزایش سطح اسید مالونیک با افزایش سطوح اسید متیل مالونیک همراه باشد، این ممکن است نشان دهنده بیماری کمتر تشخیص داده شده ی متابولیک اسیدوری ترکیبی مالونیک و متیل مالونیک (CMAMMA) باشد. با محاسبه نسبت مالونیک اسید به متیل مالونیک اسید در پلاسمای خون، CMAMMA را می توان از اسیدمی متیل مالونیک کلاسیک تشخیص داد.